# EHF Champions League (kvinder)
 For alternative betydninger, se EHF Champions League (mænd).
EHF Champions League for kvinder er den største europæiske turnering for nationale mesterhold i håndbold samt de bedste af de øvrige tophold. Turneringen administreres af European Handball Federation.
Siden turneringens begyndelse har tre danske hold vundet kvindernes udgave af Champions League. Først Handelsstandens Gymnastikforening (HG), der femte udgave i 1965. I 2000'erne dominerede de to danske klubber Viborg HK og Slagelse FH turneringen, som to af verdens bedste klubber på daværende tidspunkt. Slagelse FH vandt som det første hold i 2004, hvilket de fulgte op på det efterfølgende år i 2005 og sidst i 2007. Viborg HK vandt i årene 2006, 2009 og 2010 samt nået finalen i 1997 og 2001. Derudover har FIF, Helsingør IF, Ikast-Bording EH, Aalborg DH, FC Midtjylland Håndbold og Team Esbjerg nået enten finalen eller semifinalen.

## Turneringsformat

### 1960-93
Turneringen blev første gang afviklet i sæsonen 1960-61 under navnet Mesterholdenes Europa Cup, og i perioden indtil 1993 blev turneringen afviklet som en ren cupturnering mellem de nationale mesterhold, hvor opgørene blev afgjort over to kampe, og hvor holdene mødtes ude og hjemme. I perioderne 1963-64 og 1967-78 blev finalerne afgjort i én kamp, mens resten af finalerne ligesom de øvrige opgør blev afgjort over to kampe.

### 1993-96
I 1993 overtog det nydannede European Handball Federation ansvaret for afviklingen af turneringen, som blev relanceret under navnet EHF Champions League, og formatet blev ændret til også at inkludere et gruppespil ligesom i fodboldens Champions League.
Fortsat havde kun de nationale mestre samt den forsvarende Champions League-mester adgang til turneringen. Holdene spillede først to indledende cup-runder (1/16- og 1/8-finaler), der havde til formål at finde otte hold til det egentlige Champions League-gruppespil. I gruppespillet var de otte hold inddelt i to grupper med fire hold, der spillede en dobbelt-turnering ude-og-hjemme. De to gruppevindere gik videre til Champions League-finalen, der blev afgjort over to kampe, hvor holdene mødtes ude og hjemme.

### 1996-2007
Fra og med sæsonen 1996-97 ændredes formatet, således at gruppespillet kom til at omfatte 16 hold i stedet for som hidtil otte hold. Det betød, at 1/8-finalerne blev afskaffet, og de 16 vindere af 1/16-finalerne kvalificerede sig til gruppespillet. I gruppespillet blev de 16 hold inddelt i fire grupper med fire hold, der spillede en dobbeltturnering ude-og-hjemme. Otte hold, de fire gruppevindere og de fire -toere, gik videre til slutspillet som blev afviklet som en cupturnering med kvartfinaler, semifinaler og finale, således at alle opgør blev afgjort over to kampe (ude og hjemme).
Det var fortsat kun de nationale mestre samt den forsvarende Champions League-mester, der kunne deltage i turneringen, og egentlig skulle alle hold fortsat igennem mindst én indledende runde, inden de kunne træde ind i gruppespillet. Antallet af deltagende hold var i 1996-98 imidlertid under 32, så i praksis gik de højst seedede hold direkte til gruppespillet. 
Dette blev imidlertid ændret fra og med sæsonen 1999-2000, hvor det indførtes, at de otte højst rangerende hold først trådte ind i turneringen i gruppespillet, mens de øvrige hold spillede om de resterende otte pladser i gruppespillet.
Fra sæsonen 2000-01 åbnedes op for at også de næstbedste hold fra de højst rangerende ligaer kunne deltage i Champions League. Samtidig udvidedes de to kvalifikationsrunder, således at de begge kom til at bestå af 16 hold.

### 2007-13
Seksten hold deltog i kvindernes Champions League-gruppespil, hvoraf de tolv er direkte kvalificerede, mens de sidste fire deltagere blev fundet vha. to kvalifikationsrunder – i 2012-13 var der dog kun én kvalifikationsrunde. 
I gruppespillet fordeltes de seksten hold i fire puljer á fire hold, der hver spillede en dobbeltturnering alle-mod-alle. De to bedste hold i hver pulje fortsatte til 2. gruppespil, mens nr. 3 videreførtes til Cup Winner's Cup. Nr. 4 røg helt ud af europæisk håndbold i den indeværende sæson.
I 2. gruppespil fordeltes de otte hold i to puljer á fire hold, der igen hver spillede en dobbeltturnering alle-mod-alle. Herefter gik nr. 1-2 i hver pulje videre til semifinalerne. Disse spilledes som ude/hjemmekampe, hvorfra den samlede vinder kvalificerede sig til finalen, som også blev afviklet over to kampe.

### 2013-2020
Fra og med sæsonen 2013-14 blev formatet for semifinalerne og finalen erstattet af et Final 4-format, som mændene havde anvendt siden 2010. I 2014 blev Final 4-stævnet afviklet i Budapest. I 2014 udvidedes det andet gruppespil til 12 hold, og samtidig indførtes kvartfinaler mellem andet gruppespil og final four.

### 2020-nu
Ved 2020-21-sæsonen valgte man så at ændre formatet igen. 16 hold placeres i to grupper á otte hold, hvorefter holdene spiller i fra september til februar i alt 14 kampe pr. hold (7 kampe hjemme, 7 kampe ude). De tredje til sjette højest rangerede hold i hver grupper kvalificeres til play-off kampe/1/8-finale i kamp om kvartfinaleplads, mens de to øverste rangerede fra hver grupper sikrer direkte kvalifikation til kvartfinalen i gruppespillet. Udvælgelsen af deltagende hold skete i form af EHF's koefficientrangliste, hvoraf de højest rangerede ligaer sikrer to hold i turneringen. Der var samtidig ingen kvalifikationsturnering forud for den endelige turnering, som tidligere set. To hold fra samme land, kunne heller ikke møde hinanden før 1/8-finalerne.
| Udviklingen i Champions League-formatet for kvinder | Udviklingen i Champions League-formatet for kvinder | Udviklingen i Champions League-formatet for kvinder | Udviklingen i Champions League-formatet for kvinder | Udviklingen i Champions League-formatet for kvinder | Udviklingen i Champions League-formatet for kvinder | Udviklingen i Champions League-formatet for kvinder |                |
| --------------------------------------------------- | --------------------------------------------------- | --------------------------------------------------- | --------------------------------------------------- | --------------------------------------------------- | --------------------------------------------------- | --------------------------------------------------- | -------------- |
| 1993-94                                             | →                                                   | 1/16-finaler 22-32 hold                             | 1/8-finaler 16 hold                                 | Gruppespil 8 hold                                   | →                                                   | Finale 2 hold                                       |                |
| 1994-95                                             | →                                                   | 1/16-finaler 22-32 hold                             | 1/8-finaler 16 hold                                 | Gruppespil 8 hold                                   | →                                                   | Finale 2 hold                                       |                |
| 1995-96                                             | →                                                   | 1/16-finaler 22-32 hold                             | 1/8-finaler 16 hold                                 | Gruppespil 8 hold                                   | →                                                   | Finale 2 hold                                       |                |
| 1996-97                                             | →                                                   | 1/16-finaler 26-32 hold                             | Gruppespil 16 hold                                  | Kvartfinaler 8 hold                                 | Semifinaler 4 hold                                  | Finale 2 hold                                       |                |
| 1997-98                                             | →                                                   | 1/16-finaler 26-32 hold                             | Gruppespil 16 hold                                  | Kvartfinaler 8 hold                                 | Semifinaler 4 hold                                  | Finale 2 hold                                       |                |
| 1998-99                                             | 1/32-finaler 4 hold                                 | 1/16-finaler 26-32 hold                             | Gruppespil 16 hold                                  | Kvartfinaler 8 hold                                 | Semifinaler 4 hold                                  | Finale 2 hold                                       |                |
| 1999-2000                                           | →                                                   | 1/16-finaler 16 hold                                | Gruppespil 16 hold                                  | Kvartfinaler 8 hold                                 | Semifinaler 4 hold                                  | Finale 2 hold                                       |                |
| 2000-01                                             | 1. kval.runde 10-16 hold                            | 2. kval.runde 16 hold                               | Gruppespil 16 hold                                  | Kvartfinaler 8 hold                                 | Semifinaler 4 hold                                  | Finale 2 hold                                       |                |
| 2001-02                                             | 1. kval.runde 10-16 hold                            | 2. kval.runde 16 hold                               | Gruppespil 16 hold                                  | Kvartfinaler 8 hold                                 | Semifinaler 4 hold                                  | Finale 2 hold                                       |                |
| 2002-03                                             | 1. kval.runde 10-16 hold                            | 2. kval.runde 16 hold                               | Gruppespil 16 hold                                  | Kvartfinaler 8 hold                                 | Semifinaler 4 hold                                  | Finale 2 hold                                       |                |
| 2003-04                                             | 1. kval.runde 10-16 hold                            | 2. kval.runde 16 hold                               | Gruppespil 16 hold                                  | Kvartfinaler 8 hold                                 | Semifinaler 4 hold                                  | Finale 2 hold                                       |                |
| 2004-05                                             | 1. kval.runde 10-16 hold                            | 2. kval.runde 16 hold                               | Gruppespil 16 hold                                  | Kvartfinaler 8 hold                                 | Semifinaler 4 hold                                  | Finale 2 hold                                       |                |
| 2005-06                                             | 1. kval.runde 10-16 hold                            | 2. kval.runde 16 hold                               | Gruppespil 16 hold                                  | Kvartfinaler 8 hold                                 | Semifinaler 4 hold                                  | Finale 2 hold                                       |                |
| 2006-07                                             | 1. kval.runde 10-16 hold                            | 2. kval.runde 16 hold                               | Gruppespil 16 hold                                  | Kvartfinaler 8 hold                                 | Semifinaler 4 hold                                  | Finale 2 hold                                       |                |
| 2007-08                                             | 1. kval.runde 4-8 hold                              | 2. kval.runde 16 hold                               | Gruppespil 16 hold                                  | Mellemrunde 8 hold                                  | Semifinaler 4 hold                                  | Finale 2 hold                                       |                |
| 2008-09                                             | 1. kval.runde 4-8 hold                              | 2. kval.runde 16 hold                               | Gruppespil 16 hold                                  | Mellemrunde 8 hold                                  | Semifinaler 4 hold                                  | Finale 2 hold                                       |                |
| 2009-10                                             | 1. kval.runde 4-8 hold                              | 2. kval.runde 16 hold                               | Gruppespil 16 hold                                  | Mellemrunde 8 hold                                  | Semifinaler 4 hold                                  | Finale 2 hold                                       |                |
| 2010-11                                             | 1. kval.runde 4-8 hold                              | 2. kval.runde 16 hold                               | Gruppespil 16 hold                                  | Mellemrunde 8 hold                                  | Semifinaler 4 hold                                  | Finale 2 hold                                       |                |
| 2011-12                                             | 1. kval.runde 4-8 hold                              | 2. kval.runde 16 hold                               | Gruppespil 16 hold                                  | Mellemrunde 8 hold                                  | Semifinaler 4 hold                                  | Finale 2 hold                                       |                |
| 2012-13                                             | →                                                   | Kval.runde 17 hold                                  | Gruppespil 16 hold                                  | Mellemrunde 8 hold                                  | Semifinaler 4 hold                                  | Finale 2 hold                                       |                |
| 2013-14                                             | 1. kval.runde 2 hold                                | 2. kval.runde 16 hold                               | Gruppespil 16 hold                                  | Mellemrunde 8 hold                                  | Kvartfinale 8 hold                                  | Final 4 4 hold                                      | Final 4 4 hold |
| 2014-15                                             | Kvalifikation 8 hold                                | Kvalifikation 8 hold                                | Gruppespil 16 hold                                  | Mellemrunde 8 hold                                  | Kvartfinale 8 hold                                  | Final 4 4 hold                                      | Final 4 4 hold |
| 2015-16                                             | Kvalifikation 8 hold                                | Kvalifikation 8 hold                                | Gruppespil 16 hold                                  | Mellemrunde 8 hold                                  | Kvartfinale 8 hold                                  | Final 4 4 hold                                      | Final 4 4 hold |
| 2016-17                                             | Kvalifikation 12 hold                               | Kvalifikation 12 hold                               | Gruppespil 16 hold                                  | Mellemrunde 8 hold                                  | Kvartfinale 8 hold                                  | Final 4 4 hold                                      | Final 4 4 hold |
| 2017-18                                             | Kvalifikation 8 hold                                | Kvalifikation 8 hold                                | Gruppespil 16 hold                                  | Mellemrunde 8 hold                                  | Kvartfinale 8 hold                                  | Final 4 4 hold                                      | Final 4 4 hold |
| 2018-19                                             | Kvalifikation 8 hold                                | Kvalifikation 8 hold                                | Gruppespil 16 hold                                  | Mellemrunde 8 hold                                  | Kvartfinale 8 hold                                  | Final 4 4 hold                                      | Final 4 4 hold |
| 2019-20                                             | Kvalifikation 4 hold                                | Kvalifikation 4 hold                                | Gruppespil 16 hold                                  | Mellemrunde 8 hold                                  | Kvartfinale 8 hold                                  | Final 4 4 hold                                      | Final 4 4 hold |
| 2020-21                                             | →                                                   | →                                                   | Gruppespil 16 hold                                  | 1/8-finaler 16 hold                                 | Kvartfinale 8 hold                                  | Final 4 4 hold                                      | Final 4 4 hold |
| 2021-22                                             | →                                                   | →                                                   | Gruppespil 16 hold                                  | 1/8-finaler 8 hold                                  | Kvartfinale 8 hold                                  | Final 4 4 hold                                      | Final 4 4 hold |

## Resultater
I perioden 1963-64 samt 1967-78 blev finalerne i Mesterholdenes Europa Cup for kvinder afgjort over én kamp. I alle øvrige udgaver af turneringen blev finalerne afgjort over to kampe, hvor finalisterne mødtes både ude og hjemme.
| Mesterholdenes Europa Cup | Mesterholdenes Europa Cup                     | Mesterholdenes Europa Cup                     | Mesterholdenes Europa Cup                     | Mesterholdenes Europa Cup                     | Mesterholdenes Europa Cup                     | Mesterholdenes Europa Cup                                                                |
| Sæson                     | Vinder                                        | Finaledeltager                                | Res.                                          | 1.kamp                                        | 2.kamp                                        | Dansk deltagelse                                                                         |
| ------------------------- | --------------------------------------------- | --------------------------------------------- | --------------------------------------------- | --------------------------------------------- | --------------------------------------------- | ---------------------------------------------------------------------------------------- |
| 1960-61                   | Ştiinţa Bucureşti                             | Dinamo Praha                                  | 13–5                                          | 8-1                                           | 5-4                                           | –                                                                                        |
| 1961-62                   | Spartak Praha Sokolovo                        | ORK Beograd                                   | 11–7                                          | 2-3                                           | 9-4                                           | –                                                                                        |
| Sæson                     | Vinder                                        | Finaledeltager                                | Res.                                          | Spillested                                    | Spillested                                    | Dansk deltagelse                                                                         |
| 1962-63                   | Trud Moskva                                   | FIF                                           | 11–8                                          | Prag                                          | Prag                                          | FIF (finale)                                                                             |
| 1963-64                   | Rapid Bucureşti                               | Helsingør IF                                  | 14–13                                         | Bratislava                                    | Bratislava                                    | Helsingør IF (finale)                                                                    |
| Sæson                     | Vinder                                        | Finaledeltager                                | Res.                                          | 1.kamp                                        | 2.kamp                                        | Dansk deltagelse                                                                         |
| 1964-65                   | HG                                            | BP Kőbánya Spartacus                          | 21–17                                         | 14-6                                          | 7-10                                          | HG (vinder)                                                                              |
| 1965-66                   | SC Leipzig                                    | HG                                            | 17–11                                         | 7-6                                           | 10-5                                          | HG (finale)                                                                              |
| Sæson                     | Vinder                                        | Finaledeltager                                | Res.                                          | Spillested                                    | Spillested                                    | Dansk deltagelse                                                                         |
| 1966-67                   | Žalgiris Kaunas                               | SC Leipzig                                    | 8–7                                           | Bratislava                                    | Bratislava                                    | FIF (kvartfinale)                                                                        |
| 1967-68                   | Žalgiris Kaunas                               | SC Empor Rostock                              | 13–11                                         | Bratislava                                    | Bratislava                                    | –                                                                                        |
| 1968-69                   | Žalgiris Kaunas                               | Ferencvárosi TC                               | ?–?                                           | ?                                             | ?                                             | ?                                                                                        |
| 1969-70                   | Spartak Kijev                                 | SC Leipzig                                    | 9–7                                           | Bratislava                                    | Bratislava                                    | HG (semifinale)                                                                          |
| 1970-71                   | Spartak Kijev                                 | Ferencvárosi TC                               | 11–9                                          | Bratislava                                    | Bratislava                                    | HG (semifinale)                                                                          |
| 1971-72                   | Spartak Kijev                                 | SC Leipzig                                    | 12–8                                          | Bratislava                                    | Bratislava                                    | FIF (1/8-finale)                                                                         |
| 1972-73                   | Spartak Kijev                                 | Universitatea Timişoara                       | 17–8                                          | Bratislava                                    | Bratislava                                    | FIF (kvartfinale)                                                                        |
| 1973-74                   | SC Leipzig                                    | Spartak Kijev                                 | 12–10                                         | Opole                                         | Opole                                         | FIF (1/8-finale)                                                                         |
| 1974-75                   | Spartak Kijev                                 | Lokomotiva Zagreb                             | 14–10                                         | Zagreb                                        | Zagreb                                        | FIF (kvartfinale)                                                                        |
| 1975-76                   | Radnički Beograd                              | Mora Swift Roermond                           | 22–12                                         | Beograd                                       | Beograd                                       | HG (kvartfinale)                                                                         |
| 1976-77                   | Spartak Kijev                                 | SC Leipzig                                    | 15–7                                          | Kijev                                         | Kijev                                         | FIF (1/8-finale)                                                                         |
| 1977-78                   | Berliner TSC                                  | Vasas SC                                      | 19–14                                         | Berlin                                        | Berlin                                        | HG (kvartfinale)                                                                         |
| Sæson                     | Vinder                                        | Finaledeltager                                | Res.                                          | 1.kamp                                        | 2.kamp                                        | Dansk deltagelse                                                                         |
| 1978-79                   | Spartak Kijev                                 | Vasas SC                                      | 27–26                                         | 13-17                                         | 14-9                                          | FIF (1/8-finale)                                                                         |
| 1979-80                   | Radnički Beograd                              | Inter Bratislava                              | 45–29                                         | 23-10                                         | 22-19                                         | Svendborg HK (kvartfinale)                                                               |
| 1980-81                   | Spartak Kijev                                 | Radnički Beograd                              | 39–26                                         | 22-13                                         | 17-13                                         | FIF (1/8-finale)                                                                         |
| 1981-82                   | Vasas SC                                      | Radnički Beograd                              | 48–41                                         | 19-22                                         | 29-19                                         | FIF (kvartfinale)                                                                        |
| 1982-83                   | Spartak Kijev                                 | Radnički Beograd                              | 48–36                                         | 23-19                                         | 25-17                                         | AIA Tranbjerg (1/8-finale)                                                               |
| 1983-84                   | Radnički Beograd                              | Bayer Leverkusen                              | 42–35                                         | 22-16                                         | 20-19                                         | Helsingør IF (1/8-finale)                                                                |
| 1984-85                   | Spartak Kijev                                 | Radnički Beograd                              | 41–31                                         | 13-16                                         | 18-15                                         | Helsingør IF (1/8-finale)                                                                |
| 1985-86                   | Spartak Kijev                                 | Ştiinţa Bacău                                 | 52–45                                         | 29-23                                         | 23-22                                         | FIF (1/8-finale)                                                                         |
| 1986-87                   | Spartak Kijev                                 | Hypobank Südstadt                             | 50–37                                         | 25-17                                         | 25-20                                         | IF Stjernen (1/16-finale)                                                                |
| 1987-88                   | Spartak Kijev                                 | Hypobank Südstadt                             | 33–31                                         | 16-14                                         | 17-17                                         | Rødovre HK (1/16-finale)                                                                 |
| 1988-89                   | Hypobank Südstadt                             | Spartak Kijev                                 | 37–33                                         | 16-14                                         | 21-19                                         | Lyngså BK (1/8-finale)                                                                   |
| 1989-90                   | Hypobank Südstadt                             | Kuban Krasnodar                               | 59–50                                         | 29-24                                         | 30-26                                         | FIF (1/16-finale)                                                                        |
| 1990-91                   | TV Lützellinden                               | Hypobank Südstadt                             | 43–40                                         | 21-15                                         | 22-25                                         | GOG (1/8-finale)                                                                         |
| 1991-92                   | Hypobank Südstadt                             | TV Lützellinden                               | 34–32                                         | 15-14                                         | 19-18                                         | –                                                                                        |
| 1992-93                   | Hypobank Südstadt                             | Vasas SC                                      | 40–23                                         | 17-14                                         | 23-11                                         | GOG (kvartfinale)                                                                        |
| EHF Champions League      |                                               |                                               |                                               |                                               |                                               |                                                                                          |
| Sæson                     | Vinder                                        | Finaledeltager                                | Res.                                          | 1.kamp                                        | 2.kamp                                        | Dansk deltagelse                                                                         |
| 1993-94                   | Hypo Niederösterreich                         | Vasas SC                                      | 45–39                                         | 20-18                                         | 25-21                                         | GOG (1/8-finale)                                                                         |
| 1994-95                   | Hypo Niederösterreich                         | Podravka Koprivnica                           | 40–36                                         | 14-17                                         | 26-19                                         | Viborg HK (1/8-finale)                                                                   |
| 1995-96                   | Podravka Koprivnica                           | Hypo Niederösterreich                         | 38–37                                         | 13-17                                         | 25-20                                         | Viborg HK (gruppespil)                                                                   |
| 1996-97                   | Mar Valencia                                  | Viborg HK                                     | 58–50                                         | 35-26                                         | 23-24                                         | Viborg HK (finale)                                                                       |
| 1997-98                   | Hypo Niederösterreich                         | Mar El Osito L'Eliana                         | 56–47                                         | 28-21                                         | 28-26                                         | Viborg HK (kvartfinale)                                                                  |
| 1998-99                   | Dunaferr SE                                   | Krim Electa Ljubljana                         | 51–49                                         | 25-23                                         | 26-26                                         | Ikast F.S. (kvartfinale)                                                                 |
| 1999-2000                 | Hypo Niederösterreich                         | Kometal Gjorce Petrov                         | 53–45                                         | 20-22                                         | 33-23                                         | Viborg HK (gruppespil)                                                                   |
| 2000-01                   | RK Krim Neutro Roberts                        | Viborg HK                                     | 47–41                                         | 22-22                                         | 25-19                                         | Viborg HK (finale), FIF (gruppespil)                                                     |
| 2001-02                   | Kometal Gjorce Petrov                         | HERZ - FTC Budapest                           | 51–49                                         | 25-27                                         | 26-22                                         | Viborg HK og GOG (gruppespil)                                                            |
| 2002-03                   | Krim ETA NR Ljubljana                         | Milar L'Eliana Valencia                       | 63–58                                         | 27-30                                         | 36-28                                         | Viborg HK og Ikast-Bording EH (semifinale)                                               |
| 2003-04                   | Slagelse FH                                   | Krim Ljubljana                                | 61–56                                         | 25-24                                         | 36-32                                         | Slagelse FH (vinder), Ikast-Bording EH (gruppespil)                                      |
| 2004-05                   | Slagelse FH                                   | Kometal Gjorce Petrov                         | 54–43                                         | 27-23                                         | 27-20                                         | Slagelse FH (vinder), Ikast-Bording EH og Viborg HK (kvartfinale)                        |
| 2005-06                   | Viborg HK                                     | Krim Ljubljana                                | 44–43                                         | 24-22                                         | 20-21                                         | Viborg HK (vinder), Aalborg DH (semifinale), Slagelse DT (kvartfinale)                   |
| 2006-07                   | Slagelse DT                                   | HC Lada Togliatti                             | 61–53                                         | 32-24                                         | 29-29                                         | Slagelse DT (vinder), Viborg HK og Aalborg DH (kvartfinale)                              |
| 2007-08                   | Zvezda Zvenigorod                             | Hypo Niederösterreich                         | 56–53                                         | 25-24                                         | 31-29                                         | Slagelse DT og Viborg HK (2. gruppespil), Aalborg DH (2. kval.runde)                     |
| 2008-09                   | Viborg HK                                     | Győri ETO KC                                  | 50–49                                         | 24-26                                         | 26-23                                         | Viborg HK (vinder), Ikast-Brande EH (2. gruppespil), FCK Håndbold (1. gruppespil)        |
| 2009-10                   | Viborg HK                                     | Oltchim Ramnicu Valcea                        | 60–52                                         | 28-21                                         | 32-31                                         | Viborg HK (vinder), Aalborg DH og FCK Håndbold (1. gruppespil)                           |
| 2010-11                   | Larvik HK                                     | SD Itxako                                     | 47–46                                         | 23-21                                         | 24-25                                         | Viborg HK og Randers HK (1. gruppespil), KIF Vejen (2. kval.runde)                       |
| 2011-12                   | ŽRK Budućnost                                 | Győri ETO KC                                  | 54–54                                         | 27-29                                         | 27-25                                         | FC Midtjylland (2. gruppespil), Viborg HK og Randers HK (1. gruppespil)                  |
| 2012-13                   | Győri ETO KC                                  | Larvik HK                                     | 47-43                                         | 24-21                                         | 23-22                                         | Randers HK (2. gruppespil) og Viborg HK (1. gruppespil)                                  |
| Sæson                     | Vinder                                        | Finaledeltager                                | Res.                                          | Spillested                                    | Spillested                                    | Dansk deltagelse                                                                         |
| 2013-14                   | Győri ETO KC                                  | ŽRK Budućnost                                 | 27-21                                         | Budapest                                      | Budapest                                      | FC Midtjylland (nr. 4), Team Tvis Holstebro (2. kval.runde) og Viborg HK (2. kval.runde) |
| 2014-15                   | ŽRK Budućnost                                 | Larvik HK                                     | 26-22                                         | Budapest                                      | Budapest                                      | Viborg HK (Kvartfinale) og FC Midtjylland (1. kval. runde)                               |
| 2015-16                   | CSM Bucuresti                                 | Győri ETO KC                                  | 29-26                                         | Budapest                                      | Budapest                                      | FC Midtjylland (Mellemrunde) og Team Esbjerg (2. kval. runde)                            |
| 2016-17                   | Győri ETO KC                                  | ŽRK Vardar                                    | 31-30                                         | Budapest                                      | Budapest                                      | FC Midtjylland (Kvartfinale) og Team Esbjerg (Mellemrunde)                               |
| 2017-18                   | Győri ETO KC                                  | ŽRK Vardar                                    | 27-26                                         | Budapest                                      | Budapest                                      | FC Midtjylland (Kvartfinale) og Nykøbing Falster Håndboldklub (Mellemrunde)              |
| 2018-19                   | Győri ETO KC                                  | Rostov-Don                                    | 25-24                                         | Budapest                                      | Budapest                                      | Odense Håndbold (Kvartfinale) og København Håndbold (Mellemrunde)                        |
| 2019-20                   | Aflyst pga. Coronaviruspandemien i 2019-2020. | Aflyst pga. Coronaviruspandemien i 2019-2020. | Aflyst pga. Coronaviruspandemien i 2019-2020. | Aflyst pga. Coronaviruspandemien i 2019-2020. | Aflyst pga. Coronaviruspandemien i 2019-2020. | Team Esbjerg (Kvartfinale)                                                               |
| 2020-21                   | Vipers Kristiansand                           | Brest Bretagne                                | 34-28                                         | Budapest                                      | Budapest                                      | Team Esbjerg, Odense Håndbold (1/8-finale)                                               |
| 2021-22                   | Vipers Kristiansand                           | Győri ETO KC                                  | 33-31                                         | Budapest                                      | Budapest                                      | Team Esbjerg (nr. 4), Odense Håndbold (Gruppespil)                                       |
| 2022-23                   | Vipers Kristiansand                           | Ferencvárosi TC                               | 28-24                                         | Budapest                                      | Budapest                                      | Team Esbjerg (nr. 4), Odense Håndbold (Kvartfinale)                                      |
| 2023-24                   | Győri ETO KC                                  | SG BBM Bietigheim                             | 30-24                                         | Budapest                                      | Budapest                                      | Team Esbjerg (nr. 3), Odense Håndbold (Kvartfinale)                                      |
| 2024-25                   | Győri ETO KC                                  | Odense Håndbold                               | 29-27                                         | Budapest                                      | Budapest                                      |                                                                                          |